# Albo d'oro della UEFA Conference League
Questa voce riporta un approfondimento sull'albo d'oro dell'UEFA Conference League.

## Albo d'oro
| Stagione | Data      | Nazionalità della squadra vincitrice | Vincitore    | Finalista perdente | Risultato | Sede della finale             | Spettatori |
| -------- | --------- | ------------------------------------ | ------------ | ------------------ | --------- | ----------------------------- | ---------- |
| 2021-22  | 25 maggio | Italia                               | Roma         | Feyenoord          | 1-0       | Tirana - Arena Kombëtare      | 19 597     |
| 2022-23  | 7 giugno  | Inghilterra                          | West Ham Utd | Fiorentina         | 2-1       | Praga - Eden Aréna            | 17 363     |
| 2023-24  | 29 maggio | Grecia                               | Olympiacos   | Fiorentina         | 1-0 (dts) | Atene - Stadio Agia Sophia    | 26 842     |
| 2024-25  | 28 maggio | Inghilterra                          | Chelsea      | Betis              | 4-1       | Breslavia - Stadio municipale | 39 754     |
| 2025-26  | 27 maggio |                                      |              |                    |           | Lipsia - Red Bull Arena       |            |
| 2026-27  | 2 giugno  |                                      |              |                    |           | Istanbul - Vodafone Arena     |            |

## Statistiche

### Edizioni vinte e secondi posti per squadra
| Squadra      | Vittorie | Secondi posti | Anni vittorie | Anni secondi posti |
| ------------ | -------- | ------------- | ------------- | ------------------ |
| Roma         | 1        | 0             | 2022          | -                  |
| West Ham Utd | 1        | 0             | 2023          | -                  |
| Olympiacos   | 1        | 0             | 2024          | -                  |
| Chelsea      | 1        | 0             | 2025          | -                  |
| Fiorentina   | 0        | 2             | -             | 2023, 2024         |
| Feyenoord    | 0        | 1             | -             | 2022               |
| Betis        | 0        | 1             | -             | 2025               |

### Edizioni vinte e secondi posti per nazione
| Nazione     | Vittorie | Finali perse | Squadre vincitrici            | Finali perse   |
| ----------- | -------- | ------------ | ----------------------------- | -------------- |
| Inghilterra | 2        | 0            | West Ham Utd (1), Chelsea (1) |                |
| Italia      | 1        | 2            | Roma (1)                      | Fiorentina (2) |
| Grecia      | 1        | 0            | Olympiacos (1)                |                |
| Paesi Bassi | 0        | 1            |                               | Feyenoord (1)  |
| Spagna      | 0        | 1            |                               | Betis (1)      |

### Sedi delle finali per nazione
| Nazione   | Numero finali | Stadi e anni                         |
| --------- | ------------- | ------------------------------------ |
| Albania   | 1             | Tirana - Arena Kombëtare (2022)      |
| Rep. Ceca | 1             | Praga - Eden Aréna (2023)            |
| Grecia    | 1             | Atene - Stadio Agia Sophia (2024)    |
| Polonia   | 1             | Breslavia - Stadio municipale (2025) |
| Germania  | 1             | Lipsia - Red Bull Arena (2026)       |
| Turchia   | 1             | Istanbul - Vodafone Arena (2027)     |